# 永勝県
永勝県（えいしょう-けん）は中華人民共和国雲南省麗江市に位置する県。

## 地理
本県中央部には、程海が位置し、南部を除き、北西部から東部にかけて弧を描くように金沙江が流れ隣県との行政区境を形成している。
また、北西部から西部は、古城区、西部から南西部は、大理ペー族自治州・鶴慶県、南部から南東部を大理ペー族自治州・賓川県、東部を華坪県、東部から北東部は、寧蒗イ族自治県と接している。

## 歴史
- 1949年10月1日 - 中華人民共和国雲南省麗江専区が成立。麗江県・永勝県・華坪県・剣川県・鶴慶県・蘭坪県・中甸県・維西県・碧江設治局・寧蒗設治区・徳欽設治区・福貢設治区・貢山設治局が発足。(8県2設治局3設治区)
- 1996年2月3日 麗江地震が発生。

## 行政区画
下部に9鎮、6民族郷を管轄する。
- 鎮
  - 永北鎮、仁和鎮、期納鎮、三川鎮、程海鎮、涛源鎮、片角鎮、順州鎮、魯地拉鎮
- 民族郷
  - 羊坪イ族郷、六徳リス族イ族郷、東山リス族イ族郷、光華リス族イ族郷、松坪リス族イ族郷、大安イ族ナシ族郷

## 交通

### 航空
- 麗江三義空港
- 寧蒗瀘沽湖空港（中国語版）

### 道路
- 高速道路
  -  大永高速道路（中国語版）
  -  蓉麗高速道路（中国語版）

- 国道
  -  G348国道（中国語版）
  -  G353国道（中国語版）
  -  G554国道（中国語版）

- 省道
  -  319省道

## 健康・医療・衛生
- 永勝県中医院
- 永勝県婦幼保健院